# Teófilo Salinas Fuller
Teófilo Salinas Fuller (* 1919 in Lima, Peru; † 16. Mai 1999 ebenda) war ein südamerikanischer Fußballfunktionär.
Teófilo „Lito“ Salinas  engagierte sich als Funktionär beim peruanischen Spitzenverein Alianza Lima und stand von 1962 bis 1964 dem peruanischen Fußballverband, der Federación Peruana de Fútbol vor.
Er war fünf Jahre Schatzmeister des südamerikanischen Fußballverbandes CONMEBOL, ehe er 1966 als Nachfolger des Argentiniers Raúl Colombo zu dessen Vorsitzenden gewählt wurde. In dieser Funktion war der oft als autokratisch angesehene Salinas maßgeblich am Aufstieg des Brasilianers João Havelange 1974 zum Vorsitzenden des Weltverbandes FIFA beteiligt, für den er in Afrika und Asien auf Stimmenfang ging.
Die Freundschaft mit Havelange endete, als dieser ihm beim 50. Kongress des Verbandes in Bogotá die Unterstützung entzog, wo der Paraguayer Nicolás Leoz zu seinem Nachfolger erkoren wurde.
Nach seiner Abwahl lebte Salinas zurückgezogen, trat aber gegen exzessive Kommerzialisierung der Copa Libertadores ein, und kritisierte 1998, dass heutzutage im südamerikanischen Verband der Dollar regiere.
Nach seinem Tod aufgrund eines Herzinfarkts ordnete Nicolás Leoz bei den anstehenden Spielen um die Copa Libertadores eine Trauerminute an. Noch zu seinen Lebzeiten wurde die professionalisierte zweite Liga Perus nach ihm benannt.